# Cá nhám đuôi dài
Cá nhám đuôi dài hay còn gọi là cá mập con (danh pháp hai phần: Alopias pelagicus) là một loài cá thuộc họ Cá nhám đuôi dài. Loài cá này phân bố ở các vùng biển nhiệt đới và cận nhiệt đới của Ấn Độ Dương và Thái Bình Dương, chúng thường xa bờ nhưng thỉnh thoảng vào môi trường sống ven biển. Chúng thường bị nhầm lẫn với cá nhám đuôi dài thông thường (A. vulpinus), thậm chí trong các ấn phẩm chuyên nghiệp, nhưng có thể được phân biệt bởi màu đen huyền, chứ không phải là màu trắng trên chân vây ngực. Nó là loài nhỏ nhất trong ba loài cá nhám đuôi dài, nó thường có thân dài 3 m.
Các chế độ ăn uống của chúng bao gồm chủ yếu là các loài cá nhỏ sống ở tầng nước giữa, bị chúng tấn công nhanh bằng cú đánh bằng roi đuôi. Cùng với tất cả các cá thu cá mập, loài cá này có trứng phát triển thành con trong bụng mẹ và thường sinh mỗi lứa hai con. Phôi thai phát triển ăn trứng chưa được thụ tinh được tạo bởi cá mẹ. Con non sinh ra lớn bất thường, lên đến 43% chiều dài của cá mẹ. Cá nhám đuôi dài là loài có giá trị thương mại, cấp thịt, da, dầu gan, và vây, và cũng là đối tượng của câu cá thể thao. [[Liên minh Bảo tồn Thiên nhiên Quốc tế| Lê thuý quỳnh đánh giá loài này là loài sắp nguy cấp trong năm 2007.

## Phân loại
Cá nhám đuôi dài ban đầu được mô tả khoa học bởi nhà ngư loại học người Nhật Hiroshi Nakamura trên cơ sở của ba mẫu vật lớn, không mẫu nào trong số đó đã được lưu giữ làm mẫu điển hình. Ông minh họa một trong ba mẫu vật trong bài báo của mình có tựa đề "Về hai loài cá nhám đuôi dài từ vùng biển Đài Loan", được xuất bản vào tháng 8 năm 1935. Nakamura cũng riêng minh họa và mô tả một bào thai, Leonard Compagno sau đó kết luận có thể là của cá nhám đuôi dài thông thường. Một số tác giả, bao gồm cả Gohar và Mazhar (1964, Red Sea), Kato, Springer và Wagner (1967, Đông Thái Bình Dương), Fourmanoir và Laboute (1976, New Caledonia), Johnson (1978, Tahiti), và Faughnan (1980, Quần đảo Hawaii) đã công bố hình minh họa của "cá nhám đuôi dài thông thường" mà trên thực tế là của cá nhám đuôi dài.
Một phân tích allozyme tiến hành bởi Blaise Eitner trong năm 1995 cho thấy rằng họ hàng gần gũi nhất của cá nhám đuôi dài là cá nhám đuôi dài mắt to (A. superciliosus), mà nó tạo thành một nhánh. Danh pháp chi tiết pelagicus có gốc tiếng Hy Lạp pelagios, nghĩa là "thuộc về biển". Một tên thông thường khác là cá nhám đuôi dài răng nhỏ.

## mô tả

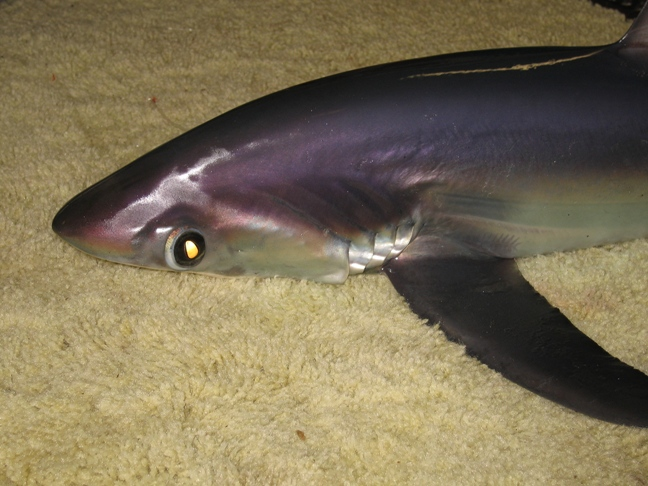
Cá nhám đuôi dài.

Cá nhám đuôi dài là loài nhỏ nhất trong ba loài cá nhám đuôi dài, trung bình dài 3 m (10 ft) và cân nặng 69,5 kg (153,3 lb) và thường không vượt quá chiều dài trung bình 3,3 m (10,8 ft) và cân nặng trung bình 88,4 kg (194,9 lb). Con đực và con cái đạt chiều dài tối đa lần lượt là 3,5 m (11,5 ft) và 3,8 m (12,5 ft). Một ghi nhận chiều dài 5 m (16,4 ft) là không rõ ràng và có thể đã dẫn đến nhầm lẫn với các loài cá nhám đuôi dài khác. Loài này có cơ thể hình thoi (rộng ở giữa và giảm dần ở hai đầu) và thùy vây đuôi phía trên rất thanh mảnh gần như lâu dài bằng phần còn lại của nó. Vây ngực dài và thẳng rộng, tai tròn. Vây lưng đầu tiên nằm ở giữa vây ngực và vây bụng, và có kích thước tương đương với vây chậu. Vây lưng thứ hai và vây hậu môn là rất nhỏ.
Đầu hẹp với một mõm ngắn hình nón. Có con mắt rất lớn ở cá đang trưởng thành và giảm kích thước tương đối khi độ tuổi tăng lên. Không có rãnh ở các góc của miệng. Răng nhỏ dẹt, phân thành 3 chạc, chạc giữa lớn nhất hình tam giác cạnh bên có 1 - 2 răng cưa nhỏ. Toàn thân màu nâu đen, bụng màu trắng nhạt, viền các vây màu đen nâu. Cơ thể được bao phủ bởi da răng cưa rất nhỏ, mịn. Màu sắc màu xanh đậm mạnh ở trên và màui trắng ở trên và dưới, màu trắng không mở rộng trên vây ngực. Màu nhanh chóng chuyển sang màu xám sau khi chết. Các sắc tố đen trên vây ngực, mũi vây ngực tròn, và không có rãnh môi của loài này là những đặc điểm nhận dạng phân biệt nó với loài cá nhám đuôi dài thông thường.

## Phạm vi phân bố
Do nhầm lẫn với cá nhám đuôi dài thông thường, sự phân bố của cá nhám đuôi dài có thể rộng rãi hơn hiện đang được người ta biết đến. Phạm vi phân bố dao động rộng rãi trong Ấn Độ Dương-Thái Bình Dương, với các ghi nhận rải rác từ Nam Phi, Biển Đỏ và biển Ả Rập (ngoài khơi Somalia, giữa Oman và Ấn Độ, và tắt Pakistan), đến Trung Quốc, đông nam Nhật Bản, tây bắc Úc, New Caledonia, Tahiti, quần đảo Hawaii, vịnh California, và quần đảo Galapagos. Quần thể ở Bắc Thái Bình Dương dịch chuyển về phía bắc trong những năm El Nino ấm. Phân tích DNA ti thể đã chỉ ra rằng có mở rộng dòng gen trong quần thể cá nhám đuôi dài phía đông và phía tây Thái Bình Dương, nhưng dòng chảy nhỏ gene giữa chúng.
Chúng chủ yếu sinh sống ở ngoài khơi, xuất hiện từ mặt nước đến độ sâu ít nhất là 150 m (492 ft). Tuy nhiên, đôi khi chúng đến gần bờ ở những vùng có một thềm lục địa hẹp, và đã được quan sát gần các dốc thẳng đứng rạn san hô núi đáy biển trong Biển Đỏ và biển Cortez, và ngoài khơi Indonesia và Micronesia. Nó cũng đã được biết đến xâm nhập đầm phá lớn trong quần đảo Tuamotu.

## Sinh thái
Cá nhám đuôi dài là loài cá bơi lội nhanh và hoạt bát và nhảy lên mặt nước (năm lần trong một hàng trong một trường hợp được ghi chép trong tài liệu). Các loài săn mồi bắt loài cá nhám này gồm có các loài cá lớn hơn (bao gồm cá mập và cá nhám khác) và cá voi có răng. Các loài ký sinh trùng được người ta biết đến sống ăn bám loài cá này gồm có giun dẹt Litobothrium amplifica, L. daileyi, và L. nickoli, sống trong ruột van xoắn ốc của nó, và các copepoda trong chi Echthrogaleus, quấy phá da nó. Tại đảo Malapascua ở Philippines, cá nhám đuôi dài đã được quan sát thấy thường xuyên ghé thăm các trạm làm sạch chiếm lĩnh bởi loài cá vệ sinh (Labroides dimidiatus và Thalassoma lunare), trong thời gian đó, chúng thể hiện hành vi đặc trưng để tạo điều kiện thuận lợi cho các con cá vệ sinh làm sạch nó. Những chuyến viếng thăm này diễn ra thường xuyên hơn vào buổi sáng sớm, và có thể là lý do tại sao những con cá cá nhám thường ở đại dương này đôi khi được người ta bắt gặp trong vùng nước nông.